# 蘇赫 (敖德薩州)
46°58′1″N 30°5′51″E / 46.96694°N 30.09750°E
蘇赫（羅馬化：Sukhe）是位於烏克蘭西南部的村莊，由敖德萨州羅茲迪利納區的羅茲迪利納市鎮負責管轄。該村始建於1896年，面積1.21平方公里，海拔高度143米，2001年人口131，人口密度每平方公里108.62人。